# الفحص الذاتي للخصية
الفحص الذاتي للخصية (بالإنجليزية: Testicular self-examination) هو إجراء يقوم فيه الرجل بفحص خصيتيه وكيس الصفن بحثًا عن كتل أو تورم محتمل. يجرى الفحص عادة في المنزل أثناء الوقوف أمام المرآة وبعد أخذ حمام دافئ أو دش. قد يكون الفحص الذاتي الشهري للخصيتين بدءًا من سن البلوغ وسيلة فعالة للكشف عن سرطان الخصية في مرحلة مبكرة قابلة للعلاج، والتي يمكن أن تؤدي إلى معدل البقاء على قيد الحياة لمدة 5 سنوات بنسبة 98%. يعد سرطان الخصية السرطان الأكثر شيوعًا عند الرجال الذين تتراوح أعمارهم بين 15 إلى 40 عامًا، وقد تبين أن معدل الزيادة السنوي على مدى السنوات العشر الماضية في حالات سرطان الخصية يبلغ حوالي 1% كل عام. يظهر سرطان الخصية عادةً على شكل تورم أو كتلة غير مؤلمة في الخصية أو تغير في شكل أو نسيج الخصية.
يُستطب الفحص الذاتي للخصية أيضًا في حالة وجود عوامل خطر معينة، مثل التاريخ العائلي لسرطان الخصية. بالإضافة إلى ذلك، بعيدًا عن الاكتشاف المبكر المحتمل لسرطان الخصية، تشمل الاستخدامات الأخرى خارج نطاق التسمية للفحص الذاتي للخصية الكشف غير المباشر عن الفتق الإربي، ودوالي الخصية، والالتهابات التي قد تؤثر على الخصيتين، مثل النكاف. تعتمد فعالية الفحص الذاتي للخصية في الكشف عن هذه الأمراض على التقنية المناسبة، ولكن إذا أجري بشكل صحيح، يمكن أن يكون الفحص الذاتي للخصية مفيدًا جدًا لصحة الفرد وله العديد من فوائد الصحة العامة أيضًا.

## الاستخدامات
قد يكون الفحص الذاتي الشهري للخصيتين، بدءًا من سن البلوغ، وسيلة فعالة للكشف عن سرطان الخصية في مرحلة مبكرة وقابلة للعلاج. تختلف التوصيات حيث يوصي بعض الأطباء بالفحص الذاتي للخصية شهريًا للرجال الذين تتراوح أعمارهم بين 15 إلى 55 عامًا.
قد يوصي الممارسون بالفحص الذاتي للخصية (TSE) عند وجود عوامل الخطر التالية:
- التاريخ العائلي للإصابة بسرطان الخصية
- ورم الخصية السابق
- الخصية الهاجرة
- ضمور الخصية[7]

## المبادئ التوجيهية المهنية
لا يوجد إجماع طبي عام على التوصيات بشأن الفحص الذاتي للخصية. فعالية إجراء الفحص الذاتي للخصية في الحد من معدلات الإصابة بالمرض والوفيات الناجمة عن سرطان الخصية غير معروفة. لا تؤيد جميع المنظمات هذا الإجراء كاختبار فحص، بحجة أنه قد يؤدي إلى علاجات غير ضرورية وقلق غير ضروري. فائدة الفحص الذاتي للخصية غير مؤكدة بسبب عدم وجود تجربة مراقبة عشوائية تدرس استخدام الفحص الذاتي للخصية. وضعت العديد من المنظمات إرشاداتها الخاصة فيما يتعلق باستخدام الفحص الذاتي للخصية وكذلك استخدام فحص الخصية من قبل مقدم الخدمة الطبية كأداة تشخيصية. يمكن العثور على هذه الإرشادات في الجدول أدناه.
| المنظمة                                        | توصية |
| فرقة العمل المعنية بالخدمات الوقائية الأمريكية | تصنيف الدرجة D، لا ينصح بإجرائه من قبل الطبيب أو المريض.                                                                        |
| جمعية المسالك البولية الأمريكية                | أدرجت الفحص الذاتي للخصية كاختبار فحص في (قائمة التحقق من صحة الرجال) لأطباء المسالك البولية والأطباء الآخرين                   |
| الأكاديمية الأمريكية لأطباء الأسرة             | يوصى بعدم إجراء الفحص بسبب ارتفاع معدلات الشفاء من الأمراض المتقدمة والإيجابيات الكاذبة والأضرار الناجمة عن إجراءات التشخيص.    |
| جمعية السرطان الأمريكية                        | لا توجد توصية محددة ولكن تنص على أنه ينبغي إجراؤها عند استكمال الفحص الروتيني الشامل للسرطان.                                   |
| الكلية الملكية الأسترالية للممارسين العامين    | تنصح بعدم إجراء الفحص نظرًا لارتفاع معدلات الشفاء من الأمراض المتقدمة، والإيجابيات الكاذبة، والأضرار الناجمة عن إجراءات التشخيص. |
| الرابطة الأوروبية لجراحة المسالك البولية       | توصي بالفحص عند الأشخاص الذين لديهم عوامل خطر سريرية.                                                                           |

## التقنية
بالنسبة للرجال الذين يختارون إجراء عملية الفحص الذاتي للخصية، فمن المستحسن إجراء الفحص مرة واحدة شهريًا، في نفس الوقت تقريبًا كل شهر. قد يساعد إجراء الفحص الذاتي للخصية أثناء أو بعد حمام دافئ أو دش على استرخاء جلد كيس الصفن وجعل البنى الموجودة داخل كيس الصفن أسهل في الشعور بها.
تشير الإرشادات الحالية إلى أن الفحص الذاتي للخصية أفضل في وضع الوقوف. قد يختار الأفراد الذين يقومون بالفحص الذاتي للخصية الوقوف أمام المرآة من أجل رؤية كيس الصفن والخصيتين من زوايا مختلفة. أولًا، يمكن فحص كيس الصفن والخصيتين بصريًا بحثًا عن أي تغيرات جلدية أو تورم واضح. بعد ذلك، مع وضع الإبهام على السطح العلوي والسبابة والإصبع الأوسط على السطح السفلي، يمكن لف كل خصية بين الإبهام والأصابع لتحسس النتائج المحتملة. من المستحسن أيضًا تحديد موقع البربخ وتحسسه، وهو هيكل ناعم يشبه الحبل أو الأنبوب يمتد خلف كل خصية، وذلك لتجنب الخلط بين هذا الهيكل واكتشاف نتائج غير طبيعية محتملة.

## الموجودات
تشمل النتائج الطبيعية خلال الفحص الذاتي للخصية أن تكون الخصية مستديرة وناعمة ومتجانسة في الملمس، وتكون متحركة داخل كيس الصفن. من الطبيعي والشائع أن تكون إحدى الخصيتين أكبر حجمًا وتتدلى في كيس الصفن أكثر من الأخرى.
تشمل النتائج التي قد تكون غير طبيعية ويجب مناقشتها مع مقدمي الرعاية الصحية ما يلي:
- ألم أو غضاضة عند اللمس
- كتل صلبة
- التورم أو تراكم السوائل
- التغيرات في حجم الخصية أو الحجم النسبي لكلتا الخصيتين، مقارنة بخط الأساس للفرد

## المحددات
إن فعالية إجراء الفحص الذاتي الروتيني للخصية لدى الرجال الذين لا يعانون من أعراض في الحد من معدلات الإمراضية والوفيات الناجمة عن سرطان الخصية ليست واضحة، وعلى هذا النحو، لا تؤيد جميع المنظمات هذا الإجراء كاختبار فحص، بحجة أنه قد يؤدي إلى تداخلات غير ضرورية. بالإضافة إلى ذلك، فإن بعض علامات وأعراض سرطان الخصية التي يعثر عليها خلال الفحص الذاتي للخصية تكون شائعة في اضطرابات أخرى في المسالك البولية والأعضاء التناسلية لدى الذكور، بما في ذلك القيلة المائية في الخصية، أو القيلة المنوية، أو سرطانات الجهاز البولي التناسلي، أو التهابات المسالك البولية، أو الأمراض المنقولة جنسيًا، أو التواء الخصية، والذي قد يحتاج إلى عناية طبية فورية للحفاظ على الوظيفة الإنجابية والبولية. قد تسبب هذه الإيجابيات الكاذبة المحتملة قلقًا أو قلقًا غير ضروري للمرضى.

## المجتمع والثقافة
يتمتع الفحص الذاتي للخصية بمعدلات منخفضة بشكل عام، ويرجع ذلك جزئيًا إلى أن الشباب لديهم معدلات منخفضة جدًا من سلوكيات البحث عن الصحة، ما يؤدي إلى ارتفاع معدلات الوفيات والإمراضية. ومن المحتمل أن يتأثر هذا بحقيقة أن الرجال يواجهون ضغوطًا مجتمعية محتملة وأحكامًا مجتمعية، ما يخلق عقبات أمام هؤلاء المرضى الذين يبحثون عن الرعاية.